# 酉島伝法
酉島 伝法（とりしま でんぽう、1970年 -）は、日本のSF作家、デザイナー、イラストレーター。大阪美術専門学校芸術研究科卒業。

## 経歴
- 2011年、「皆勤の徒」で第2回創元SF短編賞を受賞[1]。同作は、大森望・日下三蔵編『結晶銀河 年刊日本SF傑作選』に収録。
- 2014年、「皆勤の徒」を表題とする短編集が第34回日本SF大賞受賞[2]。
- 同年、「環刑錮」が第26回SFマガジン読者賞受賞。
- 2019年、「宿借りの星」が第40回日本SF大賞を受賞[3]。

## 作品リスト

### 単行本
- 『皆勤の徒』（創元日本SF叢書、2013年8月30日、東京創元社 / 創元SF文庫版、2015年7月24日）
  - 「皆勤の徒」（年刊日本SF傑作選『結晶銀河』、東京創元社） - 第2回創元SF短編賞受賞
  - 「洞の街」（第2回創元SF短編賞アンソロジー『原色の想像力2』、東京創元社）
  - 「泥海の浮き城」（書下ろし）
  - 「百々似隊商」（ミステリーズ!vol.57、2013年2月号、東京創元社）
- 『宿借りの星』（創元日本SF叢書、2019年3月29日、東京創元社）
- 『オクトローグ 酉島伝法作品集成』（2020年7月2日、早川書房）
- 『るん(笑)』（2020年11月26日、集英社 / 2023年9月20日、集英社文庫)
- 『旅書簡集ゆきあってしあさって』（高山羽根子、倉田タカシ共著、2022年1月28日、東京創元社）
- 『奏で手のヌフレツン』(2023年12月4日、河出書房新社)

### アンソロジー収録作品
- 「電話中につき、ベス」 - 『さよならの儀式』創元SF文庫、2014年6月 所収 (初出:第53回日本SF大会 なつこんプログレスレポート2号)
- 「金星の蟲」 - 『夏色の想像力』草原SF文庫 (第53回日本SF大会 なつこん記念アンソロジー)、2014年7月 所収
- 「奏で手のヌフレツン」 - 『NOVA+ 書き下ろし日本SFコレクション バベル』、河出文庫、2014年10月 所収
- 「環刑錮」（初出:〈S-Fマガジン〉第55巻第4号、2014年2月25日発売、早川書房） - 
  - 『短篇ベストコレクション 現代の小説2015』徳間文庫、2015年6月 所収
  - 『折り紙衛星の伝説』創元SF文庫、2015年6月 所収
- 「痕の祀り」（〈S-Fマガジン〉第56巻第4号、2015年4月25日発売、早川書房）
  - 『多々良島ふたたび ウルトラ怪獣アンソロジー 01』早川書房、2015年7月 所収
  - 『多々良島ふたたび ウルトラ怪獣アンソロジー』ハヤカワ文庫JA、2018年6月 所収
- 「堕天の塔」（『BLAME! THE ANTHOLOGY』、ハヤカワ文庫JA、2017年5月）
- 「彗星狩り」（『小説すばる』2017年6月号、集英社）
  - 『プロジェクト：シャーロック 年刊日本ＳＦ傑作選』創元SF文庫、2018年6月 所収
- 「黙唱」（『宙を数える 書き下ろし宇宙SFアンソロジー』創元SF文庫、2019年10月 所収)
- 「惑い星」（『短編宇宙』集英社文庫、2021年1月 所収)
- 「お務め」（『NOVA 2021年夏号』河出文庫、2021年4月 所収）
- 「もふとん」（『ベストSF2022』竹書房文庫、2022年8月 所収）

### 雑誌掲載作品
読切作品
- 「三十八度通り」 (『群像』第70巻第4号、2015年3月7日発売、講談社)
- 「橡 (つるばみ)」 (『現代詩手帖』第58巻第5号、2015年4月28日発売、思潮社)
- 「千羽びらき」（『小説すばる』2017年9月号、集英社）
- 「猫の舌と宇宙耳」（『小説すばる』2020年1月号、集英社）
- 「ひとりとも」（『小説すばる』2021年1月号、集英社）
- 「もふとん」（『文藝』2021年夏季号、河出書房新社）
- 「無常商店街」（『紙魚の手帖』vol.02 DECEMBER 2021、東京創元社）
- 「蓋互山、葢互山 無常商店街2：（『紙魚の手帖』vol.20 DECEMBER 2024、東京創元社）

エッセイ
- 「Oh! マイアイドル」（『小説すばる』2017年4月号、集英社）
- 「光源」（『S-Fマガジン』2020年10月号、早川書房）
- 「尽きぬ里の記憶 平鹿由希子『集真藍里』書評」（『現代詩手帖』2022年9月号、思潮社）
- 「幻の鏡」（『ねむらない樹 vol.9』2022年8月、書肆侃侃房）